# Silusa vesperis
Silusa vesperis är en skalbaggsart som beskrevs av Thomas Casey 1893. Silusa vesperis ingår i släktet Silusa och familjen kortvingar. Inga underarter finns listade i Catalogue of Life.